# Капсваєр
Капсваєр (нім. Kapsweyer) — громада в Німеччині, розташована в землі Рейнланд-Пфальц. Входить до складу району Південний Вайнштрассе. Складова частина об'єднання громад Бад-Бергцаберн.
Площа — 8,27 км2. Населення становить 926 ос. (станом на 31 грудня 2020).

## Галерея

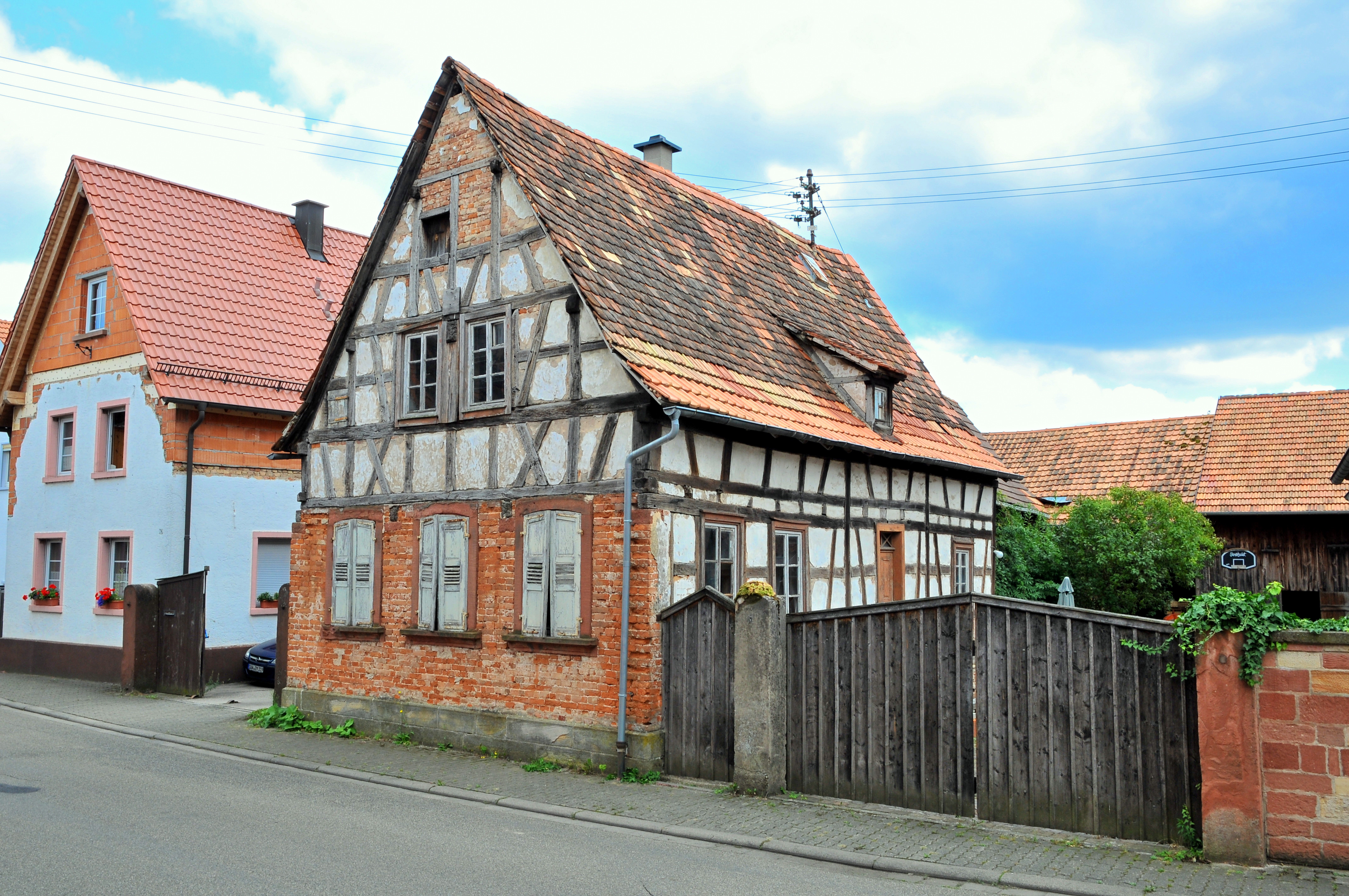
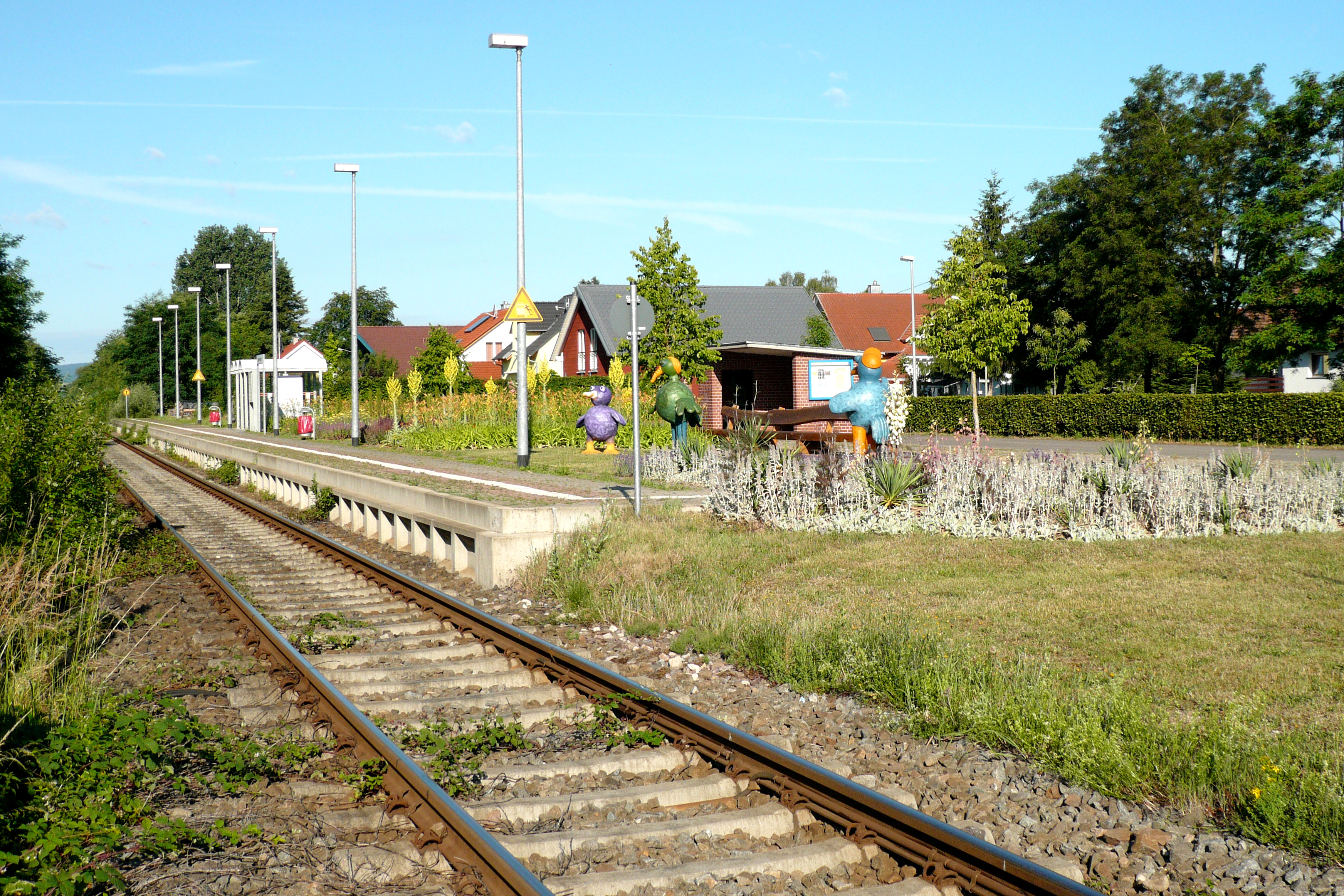